# Erzbistum Cotonou
Das Erzbistum Cotonou (lateinisch Archidioecesis Cotonuensis, französisch Archidiocèse de Cotonou) ist eine Erzdiözese der römisch-katholischen Kirche in Benin mit Sitz in Cotonou.

## Geschichte
Vorläufer des heutigen Erzbistums Cotonou ist die am 26. Juni 1883 durch Papst Gregor XVI. errichtete Apostolische Präfektur Dahomey, ausgegliedert aus dem Apostolischen Vikariat Coste di Benin. 
Am 25. Mai 1901 wurde die Präfektur von Leo XIII. zum Apostolischen Vikariat Dahomey erhoben und am 13. Mai 1948 durch Pius XII. zum Apostolischen Vikariat Ouidah umbenannt. 
Am 14. September 1955 erhob Pius XII. das Apostolische Vikariat Ouidah mit Verlegung des Sitzes zum heutigen Erzbistum Cotonou.

## Bischöfe
- Louis-Auguste Dartois SMA (1901–1905)
- François Steinmetz SMA (1906–1934)
- Louis Parisot SMA (1935–1960)
- Bernardin Gantin (1960–1971), dann Dekan des Kardinalskollegiums.
- Christophe Adimou (1971–1990)
- Isidore de Souza (1990–1999)
- Nestor Assogba (1999–2005)
- Marcel Honorat Léon Agboton (2005–2010)
- Antoine Ganyé, 2010–2016
- Roger Houngbédji OP, seit 2016